# Thrichomys
Thrichomys és un gènere de rosegadors histricomorfs de la família de les rates espinoses.

## Descripció

### Dimensions
El gènere Thrichomys agrupa rosegadors de grans dimensions, amb una llargada corporal de 200-290 mm, una cua de 180-220 mm i un pes de fins a 500 g.

### Característiques cranials i dentals
El crani, ample i robust, té el rostre curt i ample i la regió interorbitària estreta i les bul·les timpàniques de mida variable. Els forats palatins són amples i ovals. Les molars presenten tres o quatre concavitats a cada banda i han la superfície oclusiva circular.

### Aspecte
El pelatge és suau. Les parts dorsals són generalment de color gris cendrós, mentre que les parts ventrals són blanques, normalment amb una franja grisenca a la gola. El musell és puntegut i els ulls són grans i envoltats de blanc. Les vibrisses són molt llargues. A la base de cada orella hi ha una taca blanquinosa. Les potes anteriors són curtes i els peus són llargs i prims. Cada dit, excepte el polze, té una urpa curta i corba amb un floc de pèls blanquinosos a la base. Les plantes presenten sis coixinets carnosos ben desenvolupats. L'hàl·lux és molt curt i no arriba a la base del segon dit. La cua és aproximadament igual de llarga que el cap i el cos i és completament coberta de pèls que amaguen la pell subjacent, que és negra a la part superior i blanca o grisa a la inferior. Les femelles tenen dos parells de mamelles abdominals.

## Distribució
Són rosegadors terrestres presents a Sud-amèrica.